# Periégesis
La periégesis (en griego antiguo: περιήγησις sustantivo derivado de en griego antiguo: περιηγέομαι "conducir en torno a ") es un antiguo género literario, que tuvo gran desarrollo en el período helenístico. Consiste en una descripción en la cual a lo largo de un itinerario geográfico, se "conduce" y recoge información sobre la historia, los pueblos, los individuos, las costumbres e incluso la mitología de los lugares que se atraviesan. En lo posible se transmite la experiencia directa del autor. Es un antecesor de la literatura de viajes. Se diferencia de los periplos, fundamentalmente, porque en estos últimos el fin es estrictamente utilitario (guía de los barcos en su navegación) y el itinerario exclusivamente marítimo y unidireccional.

## Literatura periegética
Se considera iniciador de este género literario al historiador y geógrafo griego Hecateo de Mileto, de quien se conservan pocos fragmentos, pero que fue muy trascendente para la tradición historiográfica y geográfica posterior. El ejemplo de Hecateo fue seguido por otros autores importantes, siendo el más notable  Pausanias, con su Periegesis de Grecia (Ἑλλάδος περιήγησις).
Otros autores en el género fueron Polemón de Atenas, Escimno de Quíos, Dionisio de Califonte, Dicearco de Mesina y Dionisio Periegeta cuya obra, muy popular, fue pronto traducida al latín por Avieno. No se considera periegética la Geografía de Estrabón, comparable al género en algunos aspectos.